# Emberiza koslowi
Escrevedeira-do-tibete ou escrevedeira-tibetana (Emberiza koslowi) é uma espécie de ave da família Fringillidae.
É endémica da China.
Os seus habitats naturais são: matagais boreais.
Está ameaçada por perda de habitat.